# Thijs ter Horst
Thijs ter Horst (né le 22 mars 1992 à Almelo, dans l'Overijssel) est un joueur néerlandais de volley-ball. Il mesure 2,04 m et joue attaquant. Il totalise 84 sélections en équipe des Pays-Bas.

## Clubs
| Club                           | De        | À         |
| ------------------------------ | --------- | --------- |
| Landstede Volleybal            | 2008-2009 | 2008-2009 |
| Volleybalvereniging Twente ’05 | 2009-2010 | 2009-2010 |
| Langhenkel Orion               | 2010-2011 | 2010-2011 |
| Blu Volley Vérone              | 2011-2012 | ...       |

## Palmarès
- Ligue européenne (1)
  - Vainqueur : 2012